# اسحق فاكنين
اسحق فاكنين (بالعبرية: יצחק וקנין، من مواليد 12 مايو 1958) سياسي إسرائيلي وعضو الكنيست عن حزب شاس.